# Leo Boccardi

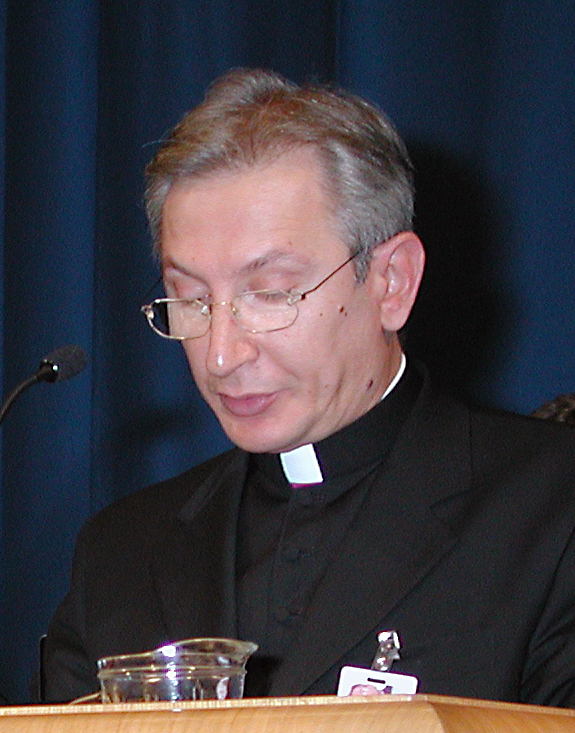
Leo Boccardi (2001)

Erzbischofswappen von Leo Boccardi

Leo Boccardi (* 15. April 1953 in San Martino in Pensilis, Provinz Campobasso) ist ein italienischer römisch-katholischer Geistlicher, Erzbischof und emeritierter Diplomat des Heiligen Stuhls.

## Leben
Leo Boccardi empfing am 24. Juni 1979 im Petersdom durch Papst Johannes Paul II. das Sakrament der Priesterweihe für das Bistum Larino. Er wurde im Fach Katholische Theologie promoviert.
Am 13. Juni 1987 trat Leo Boccardi in den diplomatischen Dienst des Heiligen Stuhls ein. Er war in den Apostolischen Nuntiaturen in Uganda, Papua-Neuguinea und Belgien sowie im Staatssekretariat tätig. Johannes Paul II. verlieh ihm am 8. Januar 1990 den Ehrentitel Kaplan Seiner Heiligkeit (Monsignore). Am 17. März 2001 bestellte ihn Johannes Paul II. zum Ständigen Beobachter bei der Internationalen Atomenergieorganisation (IAEO), bei der Organisation für Sicherheit und Zusammenarbeit in Europa (OSZE), bei der Organisation der Vereinten Nationen für industrielle Entwicklung (UNIDO) und beim Büro der Vereinten Nationen in Wien.
Am 16. Januar 2007 ernannte ihn Papst Benedikt XVI. zum Titularerzbischof von Bitettum und bestellte ihn zum Apostolischen Nuntius im Sudan. Am 30. Januar 2007 bestellte ihn Papst Benedikt XVI. zusätzlich zum Apostolischen Nuntius in Eritrea. Die Bischofsweihe spendete ihm am 18. März 2007 Kardinalstaatssekretär Tarcisio Bertone SDB in der Wallfahrtskirche San Pio da Pietrelcina in San Giovanni Rotondo; Mitkonsekratoren waren der Sekretär für die Beziehungen mit den Staaten im Vatikanischen Staatssekretariat, Kurienerzbischof Dominique Mamberti, und der Bischof von Termoli-Larino, Gianfranco De Luca.
Am 11. Juli 2013 ernannte ihn Papst Franziskus Boccardi zum Apostolischen Nuntius im Iran. Am 11. März 2021 ernannte ihn Papst Franziskus zum Apostolischen Nuntius in Japan.
Papst Franziskus nahm am 1. September 2023 das von Leo Boccardi vorgebrachte Rücktrittsgesuch an.
Am 4. April 2025 wurde er von Papst Franziskus zum Mitglied im Dikasterium für die Evangelisierung in der Abteilung für die Erstevangelisierung und die neuen Teilkirchen ernannt.